# Maialen Zelaia
Maialen Zelaia Mendizabal (San Sebastián, Guipúzcoa,  España, 21 de agosto de 1988) es una futbolista española que jugó de delantera en Real Sociedad de Fútbol en la Liga Iberdrola.

## Biografía
Compaginó su trayectoria deportiva con sus estudios universitarios en Ciencias de la Actividad Física y del Deporte y Pedagogía.

## Trayectoria
En el mundo del fútbol se inició en su etapa escolar, donde jugaba en la playa con su equipo del colegio, el Liceo Santo Tomás.
En 2004, comenzó a jugar al fútbol de manera regular en el equipo Añorga K.K.E hasta la temporada 2006-2007.
Su característica principal era su movilidad y era la referencia en ataque de la Real Sociedad. En 2013, sufrió una rotura del ligamente cruzado que le impidió finalizar la temporada y le mantuvo fuera de los terrenos de juego durante un largo periodo.
Tras 10 temporadas en el equipo txuri-urdin, y restando un año más de contrato, Zelaia decidió rescindir su contrato y se retiró del fútbol profesional.
Su trayectoria deportiva cuenta también con participaciones en la Selección de Fútbol de Euskadi.

## Clubes
| Club          | País   | Año         |
| ------------- | ------ | ----------- |
| Añorga KKE    | España | 2003 - 2007 |
| Real Sociedad | España | 2007 - 2017 |

## Palmarés
| Título                | Club          | Sede       | Año  |
| --------------------- | ------------- | ---------- | ---- |
| Copa de Euskal Herria | Real Sociedad | País Vasco | 2012 |

## Premios y reconocimientos
- En 2017, junto a su compañera de equipo Aintzane Encinas, recibió la insignia de oro y brillantes de la Real Sociedad en el campo de Anoeta.[7][8][9]
- Ejerció como capitana de la Real Sociedad junto a sus compañeras Aintzane Encinas y  Sandra Ramajo .[1][10]